# San Lucas, Nicaragua
San Lucas är en kommun (municipio) i Nicaragua med 14 881 invånare.  Den ligger i den bergiga nordvästra delen av landet, 10 km söder om Somoto, i departementet Madriz. I den östra delen av kommunen ligger Naturreservatet Tepesomoto-La Pataste.

## Geografi
San Lucas gränsar till kommunerna Somoto i norr, Pueblo Nuevo i öster och Las Sabanas i söder, samt till Honduras i väster.

## Historia
San Lucas grundades 1913. År 1942 flyttades centralorten från San Lucas till Las Sabanas, och kommunen bytte då också namn till Las Sabanas. Tre år senare, 1945, delades dock kommunen i två delar, med namnen San Lucas och Las Sabanas.

## Transporter
Den Panamerikanska landsvägen passerar kommunens nordvästra hörn, och där ligger gränsstationen till Honduras vid byn El Espino.

## Religion
San Lucas har en liten 150 år gammal kyrka. Kommunen har sin festdag den 18 oktober till minne av evangelisten Lukas.